# Herochroma
Herochroma är ett släkte av fjärilar. Herochroma ingår i familjen mätare.

## Bildgalleri

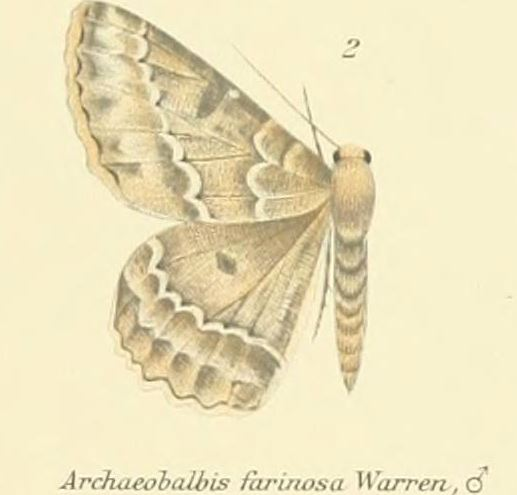
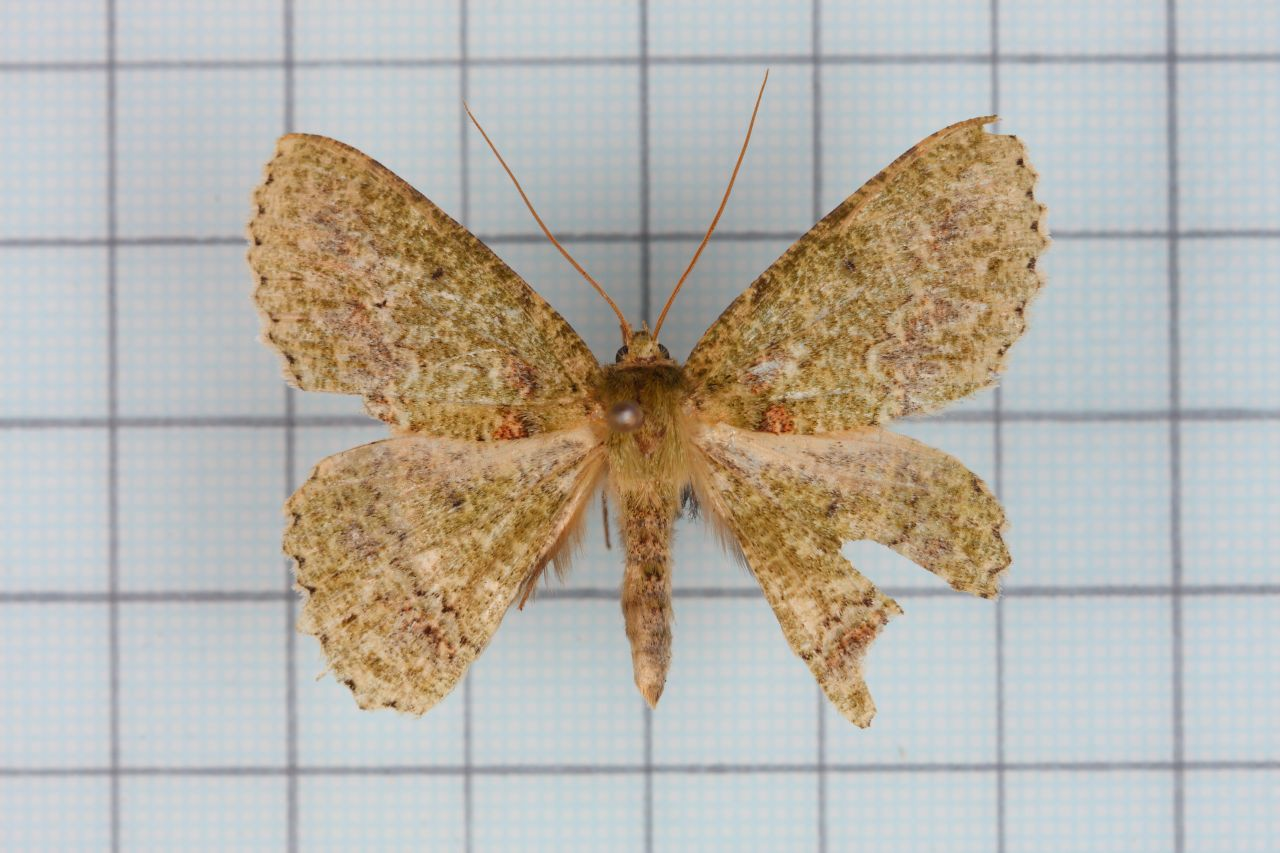
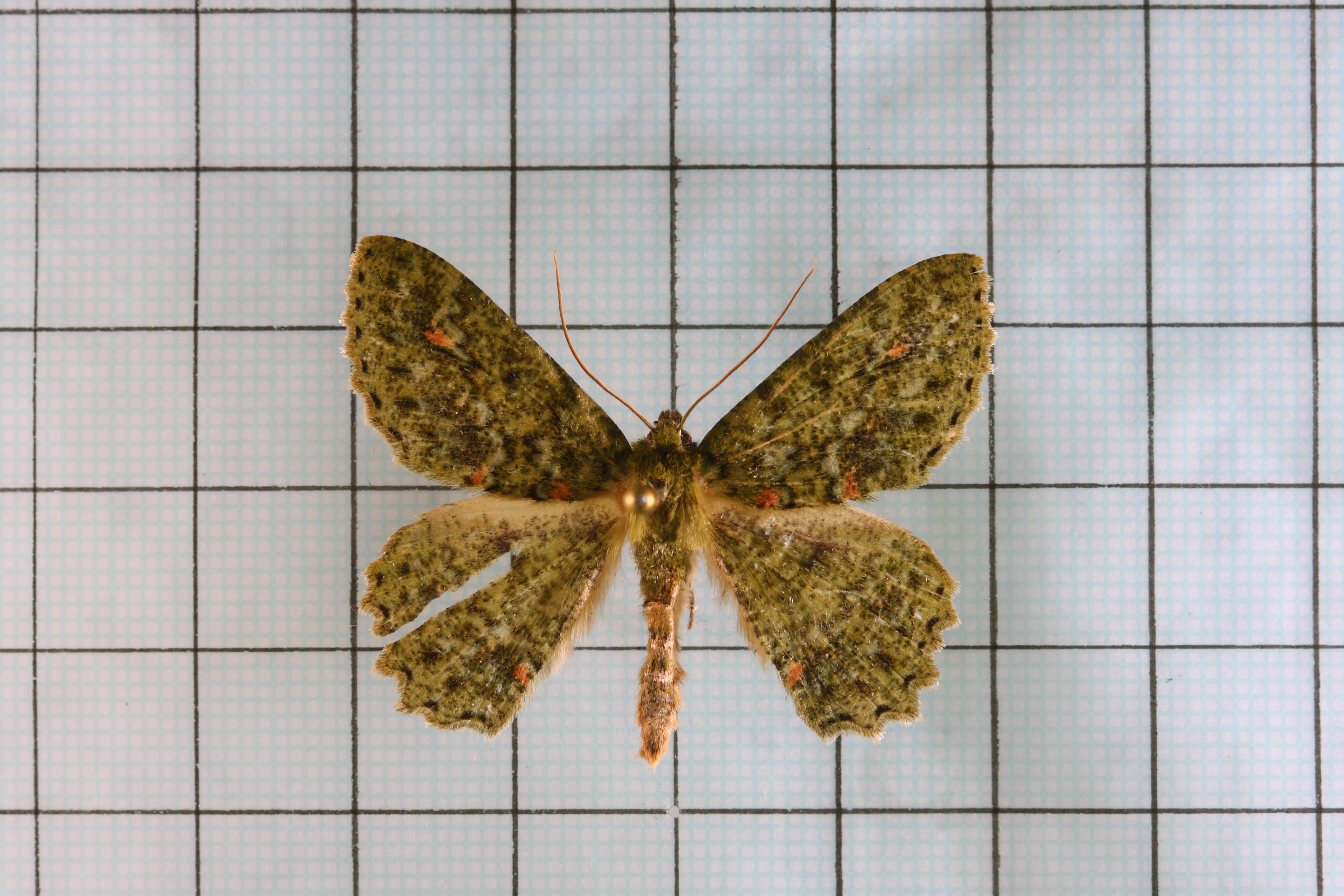
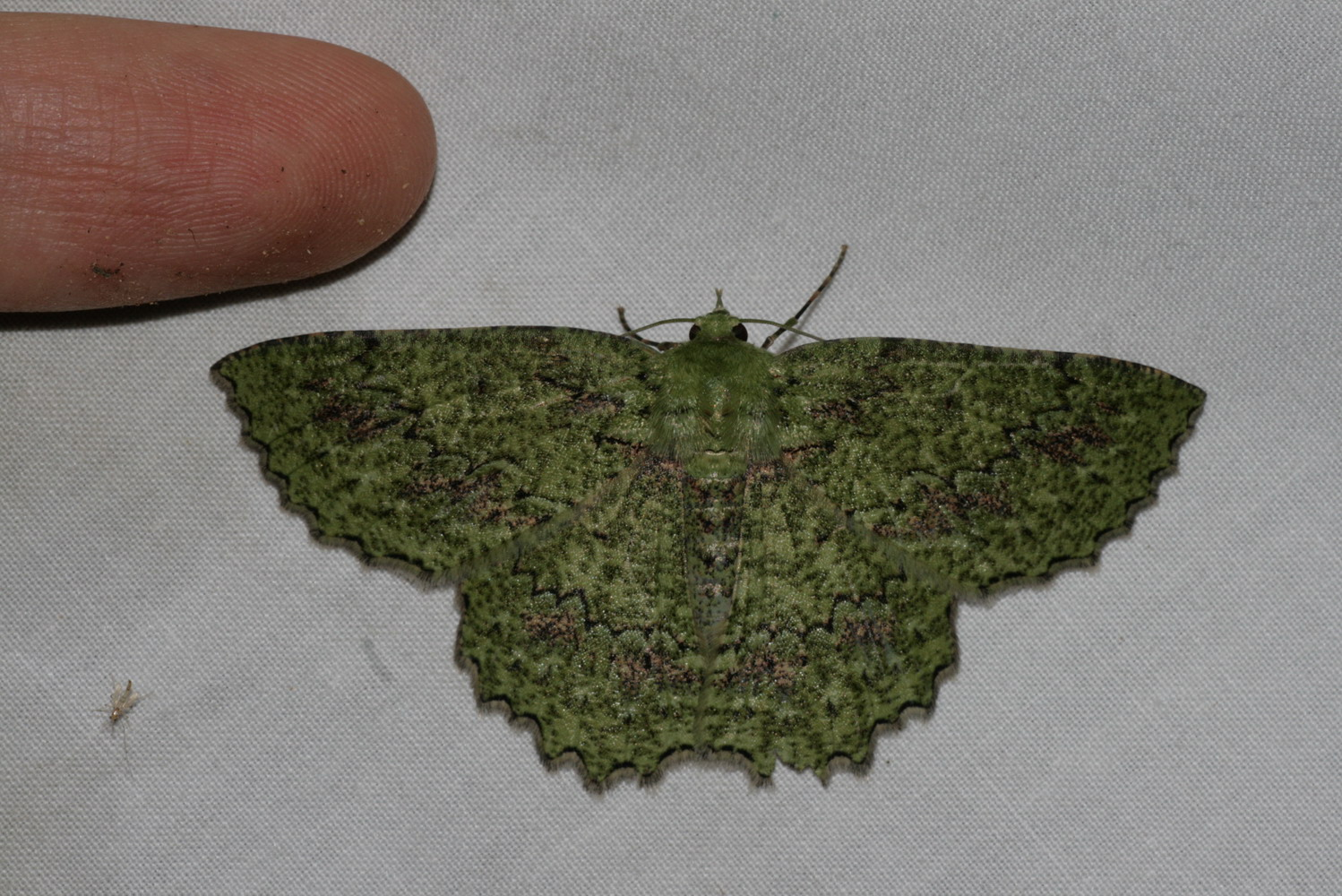

## Dottertaxa tillHerochroma, i alfabetisk ordning[1]
- Herochroma aethalia
- Herochroma baba
- Herochroma baibarana
- Herochroma bipunctata
- Herochroma crassipunctata
- Herochroma cristata
- Herochroma elaearia
- Herochroma eudicheres
- Herochroma farinosa
- Herochroma flavibasalis
- Herochroma flavitincta
- Herochroma formosana
- Herochroma hemiticheres
- Herochroma holelaica
- Herochroma hypoglauca
- Herochroma liliana
- Herochroma mansfieldi
- Herochroma montana
- Herochroma nigrescentipalpis
- Herochroma ochreipicta
- Herochroma orientalis
- Herochroma peperata
- Herochroma scoblei
- Herochroma semialbida
- Herochroma serrativalva
- Herochroma simplex
- Herochroma sinapiaria
- Herochroma sordida
- Herochroma subochracea
- Herochroma subopalina
- Herochroma subspoliata
- Herochroma subtepens
- Herochroma urapteraria
- Herochroma usneata
- Herochroma viridaria
- Herochroma xuthopletes